# Cabezabellosa
Cabezabellosa (extremadurai nyelven Cabeça-Vellosa) település Spanyolországban, Cáceres tartományban. Cabezabellosa Plasencia, Oliva de Plasencia, Villar de Plasencia, Jarilla, El Torno és Casas del Castañar községekkel határos. Lakosainak száma 335 fő (2024).

## Népesség
A település népessége az elmúlt években az alábbi módon változott:
| Lakosok száma | 516  | 453  | 439  | 418  | 408  | 391  | 364  | 344  | 344  | 335  |
|               | 2001 | 2004 | 2006 | 2009 | 2011 | 2014 | 2016 | 2019 | 2021 | 2024 |